# Paweł Baumann
Paweł Baumann, född 11 juni 1983 i Poznań, död 21 oktober 2016 i Poznań, var en polsk kanotist.
Han tog bland annat VM-silver i K-4 1000 meter i samband med sprintvärldsmästerskapen i kanotsport 2006 i Szeged.
Baumann avled på en byggnadsplats där han arbetade. Han blev 33 år gammal.